# おはよう福井
『おはよう福井』（おはようふくい）は、NHK福井放送局で放送されていた朝の『NHKニュースおはよう日本』の福井県ローカルニュース番組。

## 放送時間
- 月曜日 - 金曜日　6:53 - 7:00、7:45 - 8:00（JST）
  - 尚、6:53からの「全国の気象情報」は放送せず、ローカル枠で放送される。
  - 祝日・年末年始は休止し、6:55 - 7:00・7:25 - 7:30（年末年始は7:15 - 7:20）に名古屋発の「ニュース・気象情報（東海・北陸）」を放送。
  - 春の大型連休・お盆期間中などは「おはよう東海・北陸」（名古屋発）を放送するため休止。
    - 2024年7月29日 - 8月2日・5日 - 9日はオリンピック期間（2024年パリオリンピック）に伴い本番組を中止し、 7:50 - 8:00（8月6日のみ7:40 - 7:45）に拠点の名古屋放送局から「おはよう東海・北陸」を放送。

## タイムテーブル

### 6:53 - 7:00
- オープニング
- 福井県内のニュース2項目（なお、石川県や富山県の話題を放送する場合がある）
- きょうの予定
- 交通情報（JR・えちぜん鉄道・福井鉄道の運行情報、小松空港運行情報、国道・北陸道・舞鶴若狭道の交通情報）
- 気象情報（全国・福井県）

### 7:45 - 8:00
- 7:45 - オープニング、福井県内のニュース、きょうの予定（福井県内の予定）
- 7:49 - リポートまたは中継（ともに東海北陸ブロック共通）
- 7:53 - 交通情報（JR・えちぜん鉄道・福井鉄道の運行情報、小松空港運行情報、国道・北陸道・舞鶴若狭道の交通情報）、『ニュースザウルスふくい』の予告
- 7:55.30 - 北陸3県の天気カメラリレー（福井→石川→富山の順）
- 7:57 - 気象情報（県内・エンディング）

## キャスター
- 福井放送局のアナウンサーが交替で担当。

## その他
- 2013年3月までは6:55 - 7:00および7:25 - 7:30の時間帯で県内ニュースと気象情報を伝えていたが、同年4月から前述の編成に変わった（同時に前者の放送時間が1分短縮された）。